# Kurt Koch
Kurt Koch (Emmen, 1950. március 15. –) svájci római katolikus püspök, bíboros, a Keresztény Egységtörekvés Dikasztériuma prefektusa. 1995 és 2010 között a Bázeli egyházmegye püspökeként szolgált.

## Személyes háttér
Kurt Koch 1950. március 15-én született a Luzern kantonbeli Emmenbrückében. A középiskola elvégzése után Münchenben és Luzernben tanult teológiát, 1975-ben szerzett diplomát. 1982. június 20-án szentelték pappá. Ezután Bernben végez lelkipásztori szolgálatot három éven át, közben Fribourgban teológiát tanít, 1987-ben teológiai doktorátust szerez. 1989-től a luzerni egyetemen dogmatikus teológiát és liturgiát oktat, 1995-ben ugyanitt rektori kinevezést kap.

## Bázel
1995. december 6-án II. János Pál pápa Bázel püspökévé nevezte ki, egy hónappal később Rómában pedig püspökké is szentelte Giovanni Battista Re és Jorge María Mejía érsek társszentelésével. 1998-tól nyolc éven át a svájci püspöki konferencia alelnöke, 2007 és 2009 között pedig elnöke.
Amikor 2004. május 20-án, 84. születésnapja alkalmából svájci értelmiségiek és teológusok egy csoportja lemondásra szólította fel II. János Pált, Koch ezt „undorítónak és hűtlennek” minősítette.
Egy 2006-os interjúban a minaretek szabad építése mellett érvelt a vallásszabadságra hivatkozva, ugyanakkor a muszlim többségű államokat is vallási toleranciára szólította fel. Az iszlám integrációja kapcsán kiemelte, hogy „a probléma valójában nem az iszlám erőssége, hanem a kereszténység gyengesége.”
2007. június 27-én Koch több más katolikus prelátussal együtt részt vett az Apostoli Palotában Tarcisio Bertone bíboros államtitkár tájékoztatóján, amely XVI. Benedek pápa közelgő, a tridenti mise szélesebb körű ünneplését lehetővé tevő tervéről szólt.
2007 júliusában a Hittani Kongregáció által kiadott dokumentumhoz fűzött hosszabb magyarázatot, melyben az apostoli utódlás és a valóságos szentségek fontosságát hangsúlyozta, kiemelve, hogy a protestáns egyházak ezekkel nem bírnak. Az ortodox és a protestáns egyházak által támogatott ökumenikus törekvések kapcsán kifejtette, hogy míg előbbiek teljes, látható egységre törekszenek, utóbbiak pedig a különféle és sokszínű egyházi közösségek kölcsönös elismerésért dolgoznak.

## Keresztény Egységtörekvés Pápai Tanácsa
2010. június 1-jén XVI. Benedek pápa a Keresztény Egységtörekvés Pápai Tanácsa elnökévé nevezte ki, Walter Kasper bíboros helyét átvéve. Ezzel egy időben ad personam érsekké is kinevezte. Ezt ő maga kommentálta: „A Szentatya februárban egy személyes audiencián közölte velem azt a kívánságát, hogy én kezdjem el vezetni ezt a tanácsot. Ez nagy öröm számomra, mert az ökumenizmus mindig is a szívem csücske volt, hiszen hazámban, Svájcban a protestánsok nagyon közel állnak hozzánk, és az ortodox egyházak iránt is különös érdeklődést mutattam.”
2010. október 16-án Benedek pápa a Hittani Kongregáció tagjává nevezte ki ötéves, megújítható időszakra.
A 2010. november 20-i konzisztóriumon Benedek pápa bíborossá kreálta bíboros-diakónus rangban. Római címtemploma a Nostra Signora del Sacro Cuore.
2010. december 29-én Kochot a Keleti Egyházak Kongregációja és a Vallásközi Párbeszéd Pápai Tanácsa tagjává nevezték ki.
Koch vezette a Vatikán küldöttségét I. Bertalan konstantinápolyi ökumenikus pátriárkához Isztambulba, Törökországba, Szent András apostol 2010. november 30-i ünnepére (a patriakátus minden évben küldöttséget küld Szent Péter és Pál apostolok ünnepére, június 29-re). A katolikus egyház és az ortodox egyház közötti teológiai párbeszédért felelős közös nemzetközi bizottság 2010 szeptemberében Bécsben (Ausztria) tartott ülésén társelnökként elnökölt János Zizioulas pergamoni metropolitával.
2011. május 4-én Benedek pápa a Szenttéavatási Ügyek Kongregációja tagjává nevezte ki. Az ötéves megbízatást 80. születésnapjáig meghosszabbították.
A zsidókkal való vallási kapcsolatok pápai bizottságának elnökeként Koch 2011. május 16-án beszélt újságíróknak, miután beszédet tartott a katolikus-zsidó kapcsolatokról a II. vatikáni zsinat Nostra aetate című, az egyháznak a nem keresztény vallásokkal való kapcsolatairól szóló nyilatkozatának fényében. A beszéd azt követően hangzott el, hogy Koch részt vett a Hittani Kongregáció ülésén, amelyen a Vatikánnak a Szent X. Piusz Társasággal folytatott megbékélési tárgyalások legújabb állását vizsgálták. „Vannak kérdések, amelyeket tisztázni kell az ezzel a közösséggel folytatott megbeszélések során. Ennél többet nem mondhatok.” – mondta újságíróknak, visszhangozva egy vatikáni nyilatkozatot, amely szerint a megbékélési tárgyalások folyamatban vannak. Koch megjegyezte, hogy „az egyház minden tanítói döntése kötelező egy katolikusra nézve, beleértve a II. vatikáni zsinatot és annak minden szövegét” – mondta Koch arra a kérdésre, hogy az SSPX-től elvárják-e, hogy elfogadja a II. vatikáni zsinat összes tanítását. „A II. vatikáni zsinat Nostra aetate nyilatkozata egy világos dekrétum, és minden katolikus számára fontos” – tette hozzá.
2012. május 16-án Koch bíboros előadást tartott az Aquinói Szent Tamás Pápai Egyetemen „A keresztény-zsidó párbeszéd 50 éve” címmel.
2012. október 30-án Koch egy interjúban kijelentette, hogy ha a lutheránusok kifejezik az egykori anglikánok személyi ordinariátusához hasonló rendelkezés iránti igényüket, akkor a katolikus egyháznak el kell gondolkodnia ezen, de a kezdeményezésnek a lutheránusoktól kell származnia.
Egyike volt azoknak a választó bíborosoknak, akik részt vettek a 2013-as konklávén, amelyen Ferenc pápát megválasztották.
2013. november 30-án, Ferenc pápa Koch bíborost a Tanulmányi Intézetek Katolikus Nevelésügyi Kongregációja, 2013. december 16-án pedig a Püspöki Kongregáció tagjává nevezte ki.
Koch véleménye szerint az ortodoxia kapcsán a legnagyobb nehézség annak megosztottsága, így az ökumenikus párbeszéd sikeressége érdekében az ortodox egyházak közötti kapcsolatok javítását is szorgalmazza. Egy 2014-es interjúban kifejtette, hogy a nacionalizmus mélyen gyökerező probléma az ortodox egyházakban, ugyanakkor a protestánsoknál és a katolikusoknál is megjelenik. „Ez a katolikus egyházat is érinti, amely bár univerzális egyház, mégsem teljesen szabad a nacionalista bűnöktől. A bűnök elkövetésében tehát elég ökumenikusak vagyunk.” Ugyanakkor kifejtette, hogy a kulturális különbözőségek is hasonló gátat képezhetnek az ökumenizmusban. „Az ortodoxokkal nagyon sok közös hitbeli dolgunk van, de teljesen más a kultúránk. Ezzel szemben például a reformáció által létrejött egyházi közösségekkel ugyan nem ilyen széles a hitbeli közösségünk, kultúránk mégis azonos.” 
2021. május 3-án tartott rendes konzisztóriumon Ferenc pápa jóváhagyásával a bíborosok presbiteri rendjébe lépett át.